# Premier district congressionnel de Floride
Le 1er district congressionnel de Floride est un district de l'État américain de Floride, couvrant l'ouest du Panhandle de l'État. Il comprend la totalité des comtés d'Escambia, d'Okaloosa, de Santa Rosa et des parties du Comté de Walton. Le district est ancré à Pensacola et comprend également les grandes communautés de dortoirs militaires et les destinations touristiques de Navarre et de Fort Walton Beach et s'étend le long de l'Emerald Coast. Le district est actuellement représenté par le Républicain Jimmy Patronis. Avec un indice CPVI de R+18, c'est le district le plus républicain de Floride.

## Caractéristiques
Le district englobe la partie occidentale du Panhandle de Floride, à l'extrême ouest de l'État, s'étendant de Pensacola et de la frontière de l'Alabama vers l'est pour inclure les comtés de Walton, Holmes et Washington.
La majeure partie du territoire qui se trouve aujourd'hui dans le 1er district avait été le 3e district de 1903 à 1963, mais il a été numéroté comme le 1er district depuis lors. Il a rejeté ses racines démocrates bien plus tôt que la plupart des autres régions de l'État. Elle n'a pas soutenu un Démocrate à la présidence depuis John F. Kennedy en 1960. En 1964, le Républicain Barry Goldwater a remporté le district avec une telle avance qu'il a failli faire passer les votes des grands électeurs de Floride dans la colonne républicaine. Elle a continué à voter pour les républicains par de très larges marges, la seule exception étant l'année 1976, où Gerald Ford a remporté une victoire étroite de 50-49 sur Jimmy Carter. Néanmoins, il a généralement continué à élire des démocrates conservateurs au niveau de l'État et au niveau local, même les années où les candidats républicains à la présidence ont remporté le district haut la main. Pendant une bonne partie des années 1980, les membres du Congrès et les législateurs d'État du district n'ont dû faire face à des adversaires républicains « agneaux sacrifiés » que lorsqu'ils étaient confrontés à une quelconque opposition. Par exemple, le représentant démocrate sortant Earl Hutto n'a pas eu d'opposition à sa réélection en 1984, alors que Ronald Reagan a remporté le district avec plus de 70 % des voix. En 1992 encore, le sénateur démocrate Bob Graham a facilement remporté le district avec 54 % des voix, soit plus du double du total obtenu par Bill Clinton dans le district.
La situation a changé avec la révolution républicaine de 1994. Cette année-là, Joe Scarborough est devenu le premier républicain à représenter le Panhandle depuis la Reconstruction. Ce changement est davantage le résultat du départ à la retraite de Hutto, le titulaire de huit mandats, que d'une poussée républicaine. Il avait été considéré comme acquis que Hutto serait remplacé par un républicain une fois qu'il aurait pris sa retraite, en particulier après avoir été presque battu en 1990 et 1992. Les républicains avaient également remporté la plupart des sièges législatifs de l'État qui se chevauchaient dans la circonscription. Il est actuellement considéré comme le district le plus républicain de Floride, et aucun candidat démocrate n'a obtenu plus de 40 % des voix depuis la retraite de Hutto. John McCain a obtenu 67 % des voix dans ce district en 2008, Mitt Romney et Donald Trump l'ont respectivement emporté par des marges similaires en 2012 et 2016.
Le conservatisme du district ne se limite pas à la politique nationale. Depuis 1994, les républicains ont dominé les élections au niveau de l'État et au niveau local. Graham est le dernier démocrate à l'avoir remporté dans une élection à l'échelle de l'État. Dans une grande partie du district, il n'y a plus d'élus démocrates au-dessus du niveau du comté.
La région du 1er district a maintenu une importante présence militaire depuis que John Quincy Adams a persuadé l'Espagne de vendre la Floride aux États-Unis en 1819, en partie pour obtenir un port en eau profonde à Pensacola. L'armée de l'air américaine est également très présente sur la base aérienne d'Eglin, qui est économiquement importante pour le district. Un peu moins de 14 000 personnes sont employées à la base, qui est l'une des plus grandes bases aériennes du monde et dispose d'un espace aérien d'environ 260 000 km2 s'étendant du Golfe du Mexique aux Florida Keys. Hurlburt Field est un terrain auxiliaire d'Eglin AFB et abrite le commandement des opérations spéciales de l'armée de l'air. Eglin AFB s'étend sur trois comtés. La base aéronavale de Pensacola a été la première base de la marine consacrée à l'aviation et est le foyer des Blue Angels. Saufley Field, utilisé pour l'entraînement, se trouve légèrement au nord de la base aéronavale de Pensacola.
Un grand nombre d'anciens combattants qui prennent leur retraite s'installent dans ce district. Le tourisme, notamment à Navarre, Pensacola Beach et Destin, est une activité économique majeure.

## Géographie
| #   | Comté      | Siège            | Population |
| --- | ---------- | ---------------- | ---------- |
| 33  | Escambia   | Pensacola        | 326 928    |
| 91  | Okaloosa   | Crestview        | 218 464    |
| 113 | Santa Rosa | Milton           | 203 162    |
| 131 | Walton     | DeFuniak Springs | 86 354     |

### Villes de 10 000 personnes ou plus
- Pensacola – 54 312
- Navarre – 41 940
- Ferry Pass – 29 921
- Crestview – 27 134
- Wright – 26 277
- Bellview – 25 451
- Pace – 24 684
- Ensley – 23 817
- Brent – 23 447
- West Pensacola – 21 019
- Fort Walton Beach – 20 922
- Midway – 19 567
- Myrtle Grove – 17 224
- Niceville – 15 772
- Warrington – 15 218
- Gonzalez – 14 586
- Destin – 13 931
- East Milton – 11074
- Milton – 10 197

### Villes de 2500 a 10 000 personnes
- Miramar Beach – 8 002
- Lake Lorraine – 7 142
- Gulf Breeze – 6 963
- Ocean City – 6 314
- Freeport – 5 861
- Valparaiso – 4 752
- Bagdad – 4 467
- Mary Esther – 3 982
- Pea Ridge – 3 587
- Goulding – 3 392
- Tiger Point – 3 090
- Point Baker – 2 991

## Historique de vote
| Années | Poste                       | Résultats                      |
| ------ | --------------------------- | ------------------------------ |
| 1992   | Président                   | Bush 51,2 % - 25,7 %           |
| 1992   | Sénateur                    | Graham 54,5 % - 45,5 %         |
| 1994   | Sénateur                    | Mack 80,9 % - 19,1 %           |
| 1994   | Gouverneur                  | Bush 60,8 % - 39,2 %           |
| 1994   | Secrétaire d'État           | Mortham 64,1 % - 35,9 %        |
| 1994   | Procureur Général           | Ferro 52,8 % - 47,2 %          |
| 1994   | Contrôleur                  | Milligan 59,1 % - 40,9 %       |
| 1994   | Trésorier                   | Ireland 59,7 % - 40,3 %        |
| 1994   | Commissaire à l'Éducation   | Brogan 64,1 % - 35,9 %         |
| 1994   | Commissaire à l'Agriculture | Smith 55,6 % - 44,4 %          |
| 1996   | Président                   | Dole 59,2 % - 31,0 %           |
| 1998   | Sénateur                    | Crist 51,6 % - 48,4 %          |
| 1998   | Gouverneur                  | Bush 71,4 % - 28,6 %           |
| 1998   | Secrétaire d'État           | Harris 65,0 % - 35,0 %         |
| 1998   | Ministre de la Justice      | Bludworth 57,0 % - 43,0 %      |
| 1998   | Contrôleur                  | Milligan 71,1 % - 28,9 %       |
| 1998   | Trésorier                   | Ireland 58,8 % - 41,2 %        |
| 1998   | Commissaire à l'Éducation   | Gallagher (en) 67,2 % - 32,8 % |
| 1998   | Commissaire à l'Agriculture | Faircloth 54,7 % - 45,3 %      |
| 2000   | Président                   | Bush 67,7 % - 29,8 %           |
| 2000   | Sénateur                    | McCollum 64.7 - 35.3%          |
| 2000   | Trésorier                   | Gallagher (en) 73,1 % - 26,9 % |
| 2000   | Commissaire à l'Éducation   | Crist 67,6 % - 32,4 %          |
| 2004   | Président                   | Bush 72,0 % - 28,0 %           |
| 2008   | Président                   | McCain 67,0 % - 32,0 %         |
| 2012   | Président                   | Romney 68,5 % - 30,1 %         |
| 2016   | Président                   | Trump 67,5 % - 28,2 %          |
| 2020   | Président                   | Trump 65,9 % - 32,4 %          |

### Registre des affiliations politiques
| Affiliation politique au 20 février 2024 | Affiliation politique au 20 février 2024 | Affiliation politique au 20 février 2024 | Affiliation politique au 20 février 2024 |
| Parti                                    | Parti                                    | Votants                                  | Pourcentage                              |
| ---------------------------------------- | ---------------------------------------- | ---------------------------------------- | ---------------------------------------- |
|                                          | Républicain                              | 291 351                                  | 53,80 %                                  |
|                                          | Démocrate                                | 119 305                                  | 37,01 %                                  |
|                                          | Non Affiliés                             | 116 371                                  | 21,20 %                                  |

## Liste des Représentants du district
| Membre                          | Parti       | Années                             | Congrès     | Histoire électorale | Zone géographique |
| ------------------------------- | ----------- | ---------------------------------- | ----------- | --- | ----------------- |
| District établit le 4 mars 1875 |             |                                    |             | |                   |
| William J. Purman (en)          | Républicain | 4 mars 1875 - 3 mars 1877          | 44e         | Élu en 1874. Perds sa réélection. | 1875-1883         |
| Robert H. M. Davidson (en)      | Démocrate   | 4 mars 1877 - 3 mars 1891          | 45e - 51e   | Élu en 1876. Réélu en 1878. Réélu en 1880. Réélu en 1882. Réélu en 1884. Réélu en 1886. Réélu en 1888. Perds sa réélection.                                                 | 1875-1883         |
| Robert H. M. Davidson (en)      | Démocrate   | 4 mars 1877 - 3 mars 1891          | 45e - 51e   | Élu en 1876. Réélu en 1878. Réélu en 1880. Réélu en 1882. Réélu en 1884. Réélu en 1886. Réélu en 1888. Perds sa réélection.                                                 | 1883-1893         |
| Stephen R. Mallory (en)         | Démocrate   | 4 mars 1891 - 3 mars 1895          | 52e , 53e   | Élu en 1890. Réélu en 1892. Retrait. |                   |
| Stephen R. Mallory (en)         | Démocrate   | 4 mars 1891 - 3 mars 1895          | 52e , 53e   | Élu en 1890. Réélu en 1892. Retrait. | 1893-1903         |
| Stephen M. Sparkman (en)        | Démocrate   | 4 mars 1895 - 3 mars 1917          | 54e - 64e   | Élu en 1894. Réélu en 1896. Réélu en 1898. Réélu en 1900. Réélu en 1902. Réélu en 1904. Réélu en 1906. Réélu en 1908. Réélu en 1910. Réélu en 1912. Réélu en 1914. Retrait. |                   |
| Stephen M. Sparkman (en)        | Démocrate   | 4 mars 1895 - 3 mars 1917          | 54e - 64e   | Élu en 1894. Réélu en 1896. Réélu en 1898. Réélu en 1900. Réélu en 1902. Réélu en 1904. Réélu en 1906. Réélu en 1908. Réélu en 1910. Réélu en 1912. Réélu en 1914. Retrait. | 1903-1913         |
| Stephen M. Sparkman (en)        | Démocrate   | 4 mars 1895 - 3 mars 1917          | 54e - 64e   | Élu en 1894. Réélu en 1896. Réélu en 1898. Réélu en 1900. Réélu en 1902. Réélu en 1904. Réélu en 1906. Réélu en 1908. Réélu en 1910. Réélu en 1912. Réélu en 1914. Retrait. | 1913-1933         |
| Herbert J. Drane (en)           | Démocrate   | 4 mars 1917 - 3 mars 1933          | 65e - 72e   | Élu en 1916. Réélu en 1918. Réélu en 1920. Réélu en 1922. Réélu en 1924. Réélu en 1926. Réélu en 1928. Réélu en 1930. Perds sa renomination.                                |                   |
| J. Hardin Peterson (en)         | Démocrate   | 4 mars 1933 - 3 janvier 1951       | 73e - 81e   | Élu en 1932. Réélu en 1934. Réélu en 1936. Réélu en 1938. Réélu en 1940. Réélu en 1942. Réélu en 1944. Réélu en 1946. Réélu en 1948. Retrait.                               | 1933-1943         |
| J. Hardin Peterson (en)         | Démocrate   | 4 mars 1933 - 3 janvier 1951       | 73e - 81e   | Élu en 1932. Réélu en 1934. Réélu en 1936. Réélu en 1938. Réélu en 1940. Réélu en 1942. Réélu en 1944. Réélu en 1946. Réélu en 1948. Retrait.                               | 1943-1953         |
| Chester B. McMullen (en)        | Démocrate   | 3 janvier 1951 - 3 janvier 1953    | 82e         | Élu en 1950. Retrait. |                   |
| Courtney W. Campbell (en)       | Démocrate   | 3 janvier 1953 - 3 janvier 1955    | 83e         | Élu en 1952. Perds sa réélection. | 1953-1963         |
| William C. Cramer (en)          | Républicain | 3 janvier 1955 - 3 janvier 1963    | 84e - 87e   | Élu en 1954. Réélu en 1956. Réélu en 1958. Réélu en 1960. Redécoupage vers le 12e district.                                                                                 | 1953-1963         |
| Bob Sikes (en)                  | Démocrate   | 3 janvier 1963 - 3 janvier 1979    | 88e - 95e   | Redécoupage depuis le 3e district et réélu en 1962. Réélu en 1964. Réélu en 1966. Réélu en 1968. Réélu en 1970. Réélu en 1972. Réélu en 1974. Réélu en 1976. Retrait.       | 1963-1973         |
| Bob Sikes (en)                  | Démocrate   | 3 janvier 1963 - 3 janvier 1979    | 88e - 95e   | Redécoupage depuis le 3e district et réélu en 1962. Réélu en 1964. Réélu en 1966. Réélu en 1968. Réélu en 1970. Réélu en 1972. Réélu en 1974. Réélu en 1976. Retrait.       | 1973-1983         |
| Earl Dewitt Hutto (en)          | Démocrate   | 3 janvier 1979 - 3 janvier 1995    | 96e - 103e  | Élu en 1978. Réélu en 1980. Réélu en 1982. Réélu en 1984. Réélu en 1986. Réélu en 1988. Réélu en 1990. Réélu en 1992. Retrait.                                              |                   |
| Earl Dewitt Hutto (en)          | Démocrate   | 3 janvier 1979 - 3 janvier 1995    | 96e - 103e  | Élu en 1978. Réélu en 1980. Réélu en 1982. Réélu en 1984. Réélu en 1986. Réélu en 1988. Réélu en 1990. Réélu en 1992. Retrait.                                              | 1983-1993         |
| Earl Dewitt Hutto (en)          | Démocrate   | 3 janvier 1979 - 3 janvier 1995    | 96e - 103e  | Élu en 1978. Réélu en 1980. Réélu en 1982. Réélu en 1984. Réélu en 1986. Réélu en 1988. Réélu en 1990. Réélu en 1992. Retrait.                                              | 1993-2003         |
| Joe Scarborough                 | Républicain | 3 janvier 1995 - 5 septembre 2001  | 104e - 107e | Élu en 1994. Réélu en 1996. Réélu en 1998. Réélu en 2000. Démissionne. |                   |
| Vacant                          | Vacant      | 5 septembre 2001 - 16 octobre 2001 | 107e        | |                   |
| Jeff Miller                     | Républicain | 16 octobre 2001 - 3 janvier 2017   | 107e - 114e | Élu pour terminer le mandat de Scarborough. Réélu en 2002. Réélu en 2004. Réélu en 2006. Réélu en 2008. Réélu en 2010. Réélu en 2012. Réélu en 2014. Retrait.               |                   |
| Jeff Miller                     | Républicain | 16 octobre 2001 - 3 janvier 2017   | 107e - 114e | Élu pour terminer le mandat de Scarborough. Réélu en 2002. Réélu en 2004. Réélu en 2006. Réélu en 2008. Réélu en 2010. Réélu en 2012. Réélu en 2014. Retrait.               | 2003-2013         |
| Jeff Miller                     | Républicain | 16 octobre 2001 - 3 janvier 2017   | 107e - 114e | Élu pour terminer le mandat de Scarborough. Réélu en 2002. Réélu en 2004. Réélu en 2006. Réélu en 2008. Réélu en 2010. Réélu en 2012. Réélu en 2014. Retrait.               | 2013–2023         |
| Matt Gaetz                      | Républicain | 3 janvier 2017 - 13 novembre 2024  | 115e - 118e | Élu en 2016. Réélu en 2018. Réélu en 2020. Réélu en 2022. Réélu en 2024 mais démissionne dans l'attente de sa nomination au poste de procureur général des États-Unis.      |                   |
| Vacant                          | Vacant      | 13 novembre 2024 - 2 avril 2025    | 118e - 119e | Gaetz s'est retiré de la course au poste de procureur général, mais a refusé de siéger.                                                                                     | 2023–present      |
| Jimmy Patronis                  | Républicain | 2 avril 2025 - en cours            | 119e        | Élu en 2025 pour finir le mandat de Gaetz. | 2023–present      |

## Résultats des récentes élections
Voici les résultats des dix précédents cycles électoraux dans le district.

### 2004
| Élection de 2004 du 1er district congressionnel de Floride | Élection de 2004 du 1er district congressionnel de Floride | Élection de 2004 du 1er district congressionnel de Floride | Élection de 2004 du 1er district congressionnel de Floride | Élection de 2004 du 1er district congressionnel de Floride |
| ---------------------------------------------------------- | ---------------------------------------------------------- | ---------------------------------------------------------- | ---------------------------------------------------------- | ---------------------------------------------------------- |
| Parti                                                      | Parti                                                      | Candidat                                                   | Votes                                                      | %                                                          |
|                                                            | Républicain                                                | Jeff Miller (sortant)                                      | 236 604                                                    | 77,0                                                       |
|                                                            | Démocrate                                                  | Mark S. Coutu                                              | 72 506                                                     | 23,0                                                       |
| Total des votes                                            | Total des votes                                            | Total des votes                                            | 309 110                                                    | 100 %                                                      |
|                                                            | Les Républicains conservent                                |                                                            |                                                            |                                                            |

### 2006
| Élection de 2006 du 1er district congressionnel de Floride | Élection de 2006 du 1er district congressionnel de Floride | Élection de 2006 du 1er district congressionnel de Floride | Élection de 2006 du 1er district congressionnel de Floride | Élection de 2006 du 1er district congressionnel de Floride |
| ---------------------------------------------------------- | ---------------------------------------------------------- | ---------------------------------------------------------- | ---------------------------------------------------------- | ---------------------------------------------------------- |
| Parti                                                      | Parti                                                      | Candidat                                                   | Votes                                                      | %                                                          |
|                                                            | Républicain                                                | Jeff Miller (sortant)                                      | 135 786                                                    | 69,0                                                       |
|                                                            | Sans Parti                                                 | Joe Roberts                                                | 62 340                                                     | 31,0                                                       |
| Total des votes                                            | Total des votes                                            | Total des votes                                            | 198 126                                                    | 100 %                                                      |
|                                                            | Les Républicains conservent                                |                                                            |                                                            |                                                            |

### 2008
| Élection de 2008 du 1er district congressionnel de Floride | Élection de 2008 du 1er district congressionnel de Floride | Élection de 2008 du 1er district congressionnel de Floride | Élection de 2008 du 1er district congressionnel de Floride | Élection de 2008 du 1er district congressionnel de Floride |
| ---------------------------------------------------------- | ---------------------------------------------------------- | ---------------------------------------------------------- | ---------------------------------------------------------- | ---------------------------------------------------------- |
| Parti                                                      | Parti                                                      | Candidat                                                   | Votes                                                      | %                                                          |
|                                                            | Républicain                                                | Jeff Miller (sortant)                                      | 232 559                                                    | 70,0                                                       |
|                                                            | Démocrate                                                  | James E. Bryan                                             | 98 797                                                     | 30,0                                                       |
| Total des votes                                            | Total des votes                                            | Total des votes                                            | 331 356                                                    | 100 %                                                      |
|                                                            | Les Républicains conservent                                |                                                            |                                                            |                                                            |

### 2010
| Élection de 2010 du 1er district congressionnel de Floride | Élection de 2010 du 1er district congressionnel de Floride | Élection de 2010 du 1er district congressionnel de Floride | Élection de 2010 du 1er district congressionnel de Floride | Élection de 2010 du 1er district congressionnel de Floride |
| ---------------------------------------------------------- | ---------------------------------------------------------- | ---------------------------------------------------------- | ---------------------------------------------------------- | ---------------------------------------------------------- |
| Parti                                                      | Parti                                                      | Candidat                                                   | Votes                                                      | %                                                          |
|                                                            | Républicain                                                | Jeff Miller (sortant)                                      | 170 821                                                    | 80,0                                                       |
|                                                            | Indépendant                                                | Joe Cantrell                                               | 23 250                                                     | 11,0                                                       |
|                                                            | Indépendant                                                | John E. Krause                                             | 18 253                                                     | 9,0                                                        |
|                                                            | Sans Parti                                                 | Autres                                                     | 1 202                                                      | 0,56                                                       |
| Total des votes                                            | Total des votes                                            | Total des votes                                            | 213 526                                                    | 100 %                                                      |
|                                                            | Les Républicains conservent                                |                                                            |                                                            |                                                            |

### 2012
| Élection de 2012 du 1er district congressionnel de Floride | Élection de 2012 du 1er district congressionnel de Floride | Élection de 2012 du 1er district congressionnel de Floride | Élection de 2012 du 1er district congressionnel de Floride | Élection de 2012 du 1er district congressionnel de Floride |
| ---------------------------------------------------------- | ---------------------------------------------------------- | ---------------------------------------------------------- | ---------------------------------------------------------- | ---------------------------------------------------------- |
| Parti                                                      | Parti                                                      | Candidat                                                   | Votes                                                      | %                                                          |
|                                                            | Républicain                                                | Jeff Miller (sortant)                                      | 238 440                                                    | 70,0                                                       |
|                                                            | Démocrate                                                  | James E. Bryan                                             | 92 961                                                     | 27,0                                                       |
|                                                            | Libertarien                                                | Calen Fretts                                               | 11 176                                                     | 3,0                                                        |
|                                                            | Sans Parti                                                 | William Cleave Drummond II                                 | 17                                                         | 0,0                                                        |
| Total des votes                                            | Total des votes                                            | Total des votes                                            | 342 594                                                    | 100 %                                                      |
|                                                            | Les Républicains conservent                                |                                                            |                                                            |                                                            |

### 2014
| Élection de 2014 du 1er district congressionnel de Floride | Élection de 2014 du 1er district congressionnel de Floride | Élection de 2014 du 1er district congressionnel de Floride | Élection de 2014 du 1er district congressionnel de Floride | Élection de 2014 du 1er district congressionnel de Floride |
| ---------------------------------------------------------- | ---------------------------------------------------------- | ---------------------------------------------------------- | ---------------------------------------------------------- | ---------------------------------------------------------- |
| Parti                                                      | Parti                                                      | Candidat                                                   | Votes                                                      | %                                                          |
|                                                            | Républicain                                                | Jeff Miller (sortant)                                      | 165 086                                                    | 70,0                                                       |
|                                                            | Démocrate                                                  | James E. Bryan                                             | 54 976                                                     | 23,0                                                       |
|                                                            | Sans Parti                                                 | Mark Wichern                                               | 15 281                                                     | 7,0                                                        |
| Total des votes                                            | Total des votes                                            | Total des votes                                            | 235 343                                                    | 100 %                                                      |
|                                                            | Les Républicains conservent                                |                                                            |                                                            |                                                            |

### 2016
| Élection de 2016 du 1er district congressionnel de Floride | Élection de 2016 du 1er district congressionnel de Floride | Élection de 2016 du 1er district congressionnel de Floride | Élection de 2016 du 1er district congressionnel de Floride | Élection de 2016 du 1er district congressionnel de Floride |
| ---------------------------------------------------------- | ---------------------------------------------------------- | ---------------------------------------------------------- | ---------------------------------------------------------- | ---------------------------------------------------------- |
| Parti                                                      | Parti                                                      | Candidat                                                   | Votes                                                      | %                                                          |
|                                                            | Républicain                                                | Matt Gaetz                                                 | 255 107                                                    | 69,0                                                       |
|                                                            | Démocrate                                                  | Steven Specht                                              | 114 079                                                    | 31,0                                                       |
| Total des votes                                            | Total des votes                                            | Total des votes                                            | 369 186                                                    | 100 %                                                      |
|                                                            | Les Républicains conservent                                |                                                            |                                                            |                                                            |

### 2018
| Élection de 2018 du 1er district congressionnel de Floride | Élection de 2018 du 1er district congressionnel de Floride | Élection de 2018 du 1er district congressionnel de Floride | Élection de 2018 du 1er district congressionnel de Floride | Élection de 2018 du 1er district congressionnel de Floride |
| ---------------------------------------------------------- | ---------------------------------------------------------- | ---------------------------------------------------------- | ---------------------------------------------------------- | ---------------------------------------------------------- |
| Parti                                                      | Parti                                                      | Candidat                                                   | Votes                                                      | %                                                          |
|                                                            | Républicain                                                | Matt Gaetz (sortant)                                       | 216 189                                                    | 67,06                                                      |
|                                                            | Démocrate                                                  | Jennifer M. Zimmermand                                     | 106 199                                                    | 32,94                                                      |
| Total des votes                                            | Total des votes                                            | Total des votes                                            | 322 388                                                    | 100 %                                                      |
|                                                            | Les Républicains conservent                                |                                                            |                                                            |                                                            |

### 2020
| Élection de 2020 du 1er district congressionnel de Floride | Élection de 2020 du 1er district congressionnel de Floride | Élection de 2020 du 1er district congressionnel de Floride | Élection de 2020 du 1er district congressionnel de Floride | Élection de 2020 du 1er district congressionnel de Floride |
| ---------------------------------------------------------- | ---------------------------------------------------------- | ---------------------------------------------------------- | ---------------------------------------------------------- | ---------------------------------------------------------- |
| Parti                                                      | Parti                                                      | Candidat                                                   | Votes                                                      | %                                                          |
|                                                            | Républicain                                                | Matt Gaetz (sortant)                                       | 283 352                                                    | 64,61                                                      |
|                                                            | Démocrate                                                  | Phil Ehr                                                   | 149 172                                                    | 34,01                                                      |
|                                                            | Indépendant                                                | Albert Oram                                                | 6 038                                                      | 1,38                                                       |
| Total des votes                                            | Total des votes                                            | Total des votes                                            | 438 532                                                    | 100 %                                                      |
|                                                            | Les Républicains conservent                                |                                                            |                                                            |                                                            |

### 2022
| Primaire républicaine de 2022 du 1er district congressionnel de Floride | Primaire républicaine de 2022 du 1er district congressionnel de Floride | Primaire républicaine de 2022 du 1er district congressionnel de Floride | Primaire républicaine de 2022 du 1er district congressionnel de Floride | Primaire républicaine de 2022 du 1er district congressionnel de Floride |
| ----------------------------------------------------------------------- | ----------------------------------------------------------------------- | ----------------------------------------------------------------------- | ----------------------------------------------------------------------- | ----------------------------------------------------------------------- |
| Parti                                                                   | Parti                                                                   | Candidat                                                                | Votes                                                                   | %                                                                       |
|                                                                         | Républicain                                                             | Matt Gaetz (sortant)                                                    | 73 374                                                                  | 69,7                                                                    |
|                                                                         | Républicain                                                             | Mark Lombardo                                                           | 25 720                                                                  | 24,4                                                                    |
|                                                                         | Républicain                                                             | Greg Merk                                                               | 6 170                                                                   | 5,9                                                                     |

| Primaire démocrate de 2022 du 1er district congressionnel de Floride | Primaire démocrate de 2022 du 1er district congressionnel de Floride | Primaire démocrate de 2022 du 1er district congressionnel de Floride | Primaire démocrate de 2022 du 1er district congressionnel de Floride | Primaire démocrate de 2022 du 1er district congressionnel de Floride |
| -------------------------------------------------------------------- | -------------------------------------------------------------------- | -------------------------------------------------------------------- | -------------------------------------------------------------------- | -------------------------------------------------------------------- |
| Parti                                                                | Parti                                                                | Candidat                                                             | Votes                                                                | %                                                                    |
|                                                                      | Démocrate                                                            | Rebekah Jones                                                        | 21 875                                                               | 62,6                                                                 |
|                                                                      | Démocrate                                                            | Margaret Schiller                                                    | 13 091                                                               | 37,4                                                                 |

| Élection de 2022 du 1er district congressionnel de Floride | Élection de 2022 du 1er district congressionnel de Floride | Élection de 2022 du 1er district congressionnel de Floride | Élection de 2022 du 1er district congressionnel de Floride | Élection de 2022 du 1er district congressionnel de Floride |
| ---------------------------------------------------------- | ---------------------------------------------------------- | ---------------------------------------------------------- | ---------------------------------------------------------- | ---------------------------------------------------------- |
| Parti                                                      | Parti                                                      | Candidat                                                   | Votes                                                      | %                                                          |
|                                                            | Républicain                                                | Matt Gaetz (sortant)                                       | 197 349                                                    | 67,9                                                       |
|                                                            | Démocrate                                                  | Rebekah Jones                                              | 93 467                                                     | 32,1                                                       |
| Total des votes                                            | Total des votes                                            | Total des votes                                            | 290 816                                                    | 100 %                                                      |
|                                                            | Les Républicains conservent                                |                                                            |                                                            |                                                            |

### 2024
La primaire démocrate a été annulée. Gay Valimont avance vers l'élection générale.
| Primaire républicaine de 2024 du 1er district congressionnel de Floride | Primaire républicaine de 2024 du 1er district congressionnel de Floride | Primaire républicaine de 2024 du 1er district congressionnel de Floride | Primaire républicaine de 2024 du 1er district congressionnel de Floride | Primaire républicaine de 2024 du 1er district congressionnel de Floride |
| ----------------------------------------------------------------------- | ----------------------------------------------------------------------- | ----------------------------------------------------------------------- | ----------------------------------------------------------------------- | ----------------------------------------------------------------------- |
| Parti                                                                   | Parti                                                                   | Candidat                                                                | Votes                                                                   | %                                                                       |
|                                                                         | Républicain                                                             | Matt Gaetz (sortant)                                                    | 73 374                                                                  | 69,7                                                                    |
|                                                                         | Républicain                                                             | Aaron Dimmock                                                           | 25 720                                                                  | 24,4                                                                    |

| Élection de 2024 du 1er district congressionnel de Floride | Élection de 2024 du 1er district congressionnel de Floride | Élection de 2024 du 1er district congressionnel de Floride | Élection de 2024 du 1er district congressionnel de Floride | Élection de 2024 du 1er district congressionnel de Floride |
| ---------------------------------------------------------- | ---------------------------------------------------------- | ---------------------------------------------------------- | ---------------------------------------------------------- | ---------------------------------------------------------- |
| Parti                                                      | Parti                                                      | Candidat                                                   | Votes                                                      | %                                                          |
|                                                            | Républicain                                                | Matt Gaetz (sortant)                                       | 274 108                                                    | 66,0                                                       |
|                                                            | Démocrate                                                  | Gay Valimont                                               | 140 980                                                    | 34,0                                                       |
| Total des votes                                            | Total des votes                                            | Total des votes                                            | 415 088                                                    | 100 %                                                      |
|                                                            | Les Républicains conservent                                |                                                            |                                                            |                                                            |

### 2025 (élection spéciale)
| Élection de 2024 du 1er district congressionnel de Floride | Élection de 2024 du 1er district congressionnel de Floride | Élection de 2024 du 1er district congressionnel de Floride | Élection de 2024 du 1er district congressionnel de Floride | Élection de 2024 du 1er district congressionnel de Floride |
| ---------------------------------------------------------- | ---------------------------------------------------------- | ---------------------------------------------------------- | ---------------------------------------------------------- | ---------------------------------------------------------- |
| Parti                                                      | Parti                                                      | Candidat                                                   | Votes                                                      | %                                                          |
|                                                            | Républicain                                                | Jimmy Patronis                                             | 97 335                                                     | 56,91                                                      |
|                                                            | Démocrate                                                  | Gay Valimont                                               | 72 304                                                     | 42.28                                                      |
| Total des votes                                            | Total des votes                                            | Total des votes                                            | 169 639                                                    | 100,0                                                      |
|                                                            | Les Républicains conservent                                |                                                            |                                                            |                                                            |